# Anatolij Moroz
Anatolij Michajłowicz Moroz (ros. Анатолий Михайлович Мороз, ur. 6 lutego 1948 w Berdyczowie) – ukraiński lekkoatleta, specjalista skoku wzwyż. W czasie swojej kariery reprezentował Związek Radziecki.
Zdobył srebrny medal w skoku wzwyż na europejskich igrzyskach juniorów w 1966 w Odessie, przegrywając jedynie z Bo Jonssonem ze Szwecji.
Zwyciężył na europejskich igrzyskach halowych w 1967 w Pradze, wyprzedzając Henry’ego Elliotta z Francji i Rudolfa Baudisa z Czechosłowacji).
Był brązowym medalistą mistrzostw ZSRR w skoku wzwyż w 1965.
Jego rekord życiowy wynosił 2,17 m (ustanowiony 17 czerwca 1969 w Kijowie).